# Ein Anzug für jede Gelegenheit
Ein Anzug für jede Gelegenheit (The Wonderful Ice Cream Suit) ist eine US-amerikanische Filmkomödie aus dem Jahr 1998. Der Film basiert auf der 1958 veröffentlichten Kurzgeschichte „Der wunderbare Eiskrem-Anzug“ von Ray Bradbury, der auch das Drehbuch zum Film schrieb.

## Handlung
Jose Martinez ist ein armer junger Mann, der in Los Angeles lebt und heimlich in seine Nachbarin verliebt ist. Er begegnet einem fremden Mann namens Gómez, der sich vorstellt und Martinez in eine heruntergekommene Bar mitnimmt. Dort trifft er auf zwei andere Latinos: Dominguez, einen umherziehenden Gitarristen, und Villanazul, der gerne ein einflussreicher Philosoph und Volksanführer wäre. Gómez zeigt den anderen drei Männern auf, dass sie alle die gleichen Maße, die gleiche Größe und das gleiche Gewicht haben. Er bringt sie auf die Idee, zusammen einen sehr eleganten, vanillecremefarbenen Anzug aus dem Anzuggeschäft in der Innenstadt zu kaufen. Der Anzug kostet 100 Dollar, allerdings hat jeder der vier nur 20 Dollar. Sie brauchen eine weitere Person und beschließen in aller Eile, den ungewaschenen Obdachlosen Vámonos einzubinden, der die letzten 20 Dollar beisteuert. 
Nach Kauf des Anzuges vereinbaren die fünf Männer, dass ihn jeder eine Nacht lang tragen darf, eine Nacht pro Woche. In der ersten Nacht sollen sie ihn jedoch jeweils eine Stunde lang tragen und dann in die Bar zurückkehren. Dominguez geht als Erster und heizt mit seinem Gitarrenspiel eine Parade an, wofür er großen Jubel erntet. Villanazul ist der Zweite, und während seiner Stunde unterbricht er einen Politiker bei dessen Rede, um ein von ihm geschriebenes Gedicht vorzutragen. Martinez, der Dritte in der Reihe, geht auf seinen Balkon, in der Hoffnung seine Nachbarin zu treffen. Während sie ihn zuvor nicht bemerkt hatte (weil sie ihre Brille nicht aufhatte), erregt diesmal der strahlend weiße Anzug ihre Aufmerksamkeit und Martinez erfährt ihren Namen: Celia Obregon. Gómez ist der Nächste. Der Kleinkriminelle hatte eigentlich die ganze Zeit den Plan, sich mit dem Anzug aus dem Staub zu machen. Auf dem Weg zum Busbahnhof beobachtet Gómez aber ein Wandgemälde mit fünf Männern, von denen jeder einem Mitglied der Gruppe ähnelt. Gómez kehrt daraufhin mit dem Anzug zu den anderen Männern zurück. Alle vier Männer stellen fest, dass der Anzug eine fast magische Wirkung auf sie zu haben scheint.
Schließlich ist der Obdachlose Vámonos an der Reihe, der sich zum Ärger der anderen nicht gewaschen hat, bevor er an der Reihe war. Die anderen zwingen ihn, ein Bad zu nehmen, was er seit Jahren nicht mehr getan hatte. Sobald er sauber ist, stellt Gómez eine Reihe von Regeln auf, die darauf abzielen, den Anzug sauber zu halten: keine saftigen Tacos essen, keinen Wein trinken, keine Zigarren rauchen und nicht einmal unter Bäumen mit Vögeln stehen. Außerdem besteht er darauf, dass Vámonos sich nicht mit einer Frau namens Ruby Escadrío trifft, deren Freund Toro den Anzug bei einem Kampf ruinieren würde. Vámonos macht sich auf den Weg in einen Club. Die anderen vier Mitglieder folgen ihm und beobachten, wie er jede von Gómez’ Regeln ignoriert. Ruby Escadrío taucht auf, und sie und Vámonos tanzen. Die anderen schützen Vámonos vor dem vorhersehbar wütenden Toro, wobei Gómez sogar so weit geht, dass er darauf besteht, dass Toro ihn statt Vámonos schlägt. Der Kampf endet, nachdem Toro Vámonos mit seinem Auto angefahren hat. Sein Bein ist gebrochen, aber Vámonos besteht darauf, dass sie den Anzug schnell ausziehen, bevor der Krankenwagen eintrifft, denn die Sanitäter würden das Hosenbein aufschneiden und den Anzug so ruinieren. Sie tun es, und Vámonos wird ins Krankenhaus gebracht. 
In der Schlussszene, einige Zeit später: Dominguez hat den Anzug gebügelt und ihn auf eine Schaufensterpuppe gelegt. Die Männer schlafen auf einem Dach mit Hängematten zwischen ihnen. Vámonos geht es gut, obwohl sein Bein immer noch in einem Gips steckt. Martinez denkt darüber nach, dass sie, wenn sie reich wären, nie die schöne Zeit gehabt hätten, die sie zusammen verbracht haben, bevor Villanazul ihm sagt, er solle sich schlafen legen.

## Auszeichnungen
Nominiert:
- Annie Award – Nominiert in der Kategorie: Outstanding Achievement in an Animated Interstitial, Promotional Production or Title Sequence
- Fantasporto – Nominiert in der Kategorie: Bester Film

Gewonnen:
- Fantafestival – Beste Regie

## Kritiken
Der Filmdienst urteilt, die „sattsam bekannte "Kleider machen Leute"-Geschichte“ werde recht albern variiert und der Film finde „trotz der erstaunlichen Besetzung zu keiner überzeugenden Einheit“.
Für Common Sense Media ist es hingegen ein „wundervoller, magischer Film“, bei dem die Besetzung sensationell gut sei.